# Videnskabeligt tidsskrift
Et videnskabeligt tidsskrift er et akademisk fagtidsskrift, i hvilket forskere publicerer videnskabelige artikler. For at sikre høj videnskabelig kvalitet på de publicerede artikler benytter videnskabelige tidsskrifter som regel såkaldt fagfællebedømmelse (på engelsk "peer review"), hvilket vil sige at artiklens manuskript inden det trykkes granskes af flere fagfæller og eventuelt revideres af forfatterne.
Der findes videnskabelige tidsskrifter inden for alle fagdiscipliner, også samfundsvidenskaberne og humaniora. Publicering i form af videnskabelige artikler er dog traditionelt betydeligt vigtigere inden for naturvidenskab og lægevidenskab end inden for andre akademiske fag.[kilde mangler]
Eksempler på videnskabelige tidsskrifter inden for naturvidenskab er:
- Astrophysical Journal – astronomi
- Nature – generel naturvidenskab
- Oikos – økologi
- Organic Letters – organisk kemi
- Science – generel naturvidenskab